# اس‌اس چیویوت
اس‌اس چیویوت (به انگلیسی: SS Cheviot) یک کشتی بود که طول آن ۲۳۰ فوت ۲ اینچ (۷۰٫۱۵ متر) بود. این کشتی در سال ۱۸۷۰ ساخته شد.